# Elhadj Laouali Chaibou
Elhadj Laouali Chaibou est un homme politique nigérien, militant du Parti nigérien pour la démocratie et le socialisme.
Il a été le directeur d’exploitation de l'Agence de financement et d'encouragement à la libre entreprise au Niger (AFELEN) d'avril 1998 à juin 1999, le directeur général de « Entreprendre au Niger » (EAN) de juin 1999 à juillet 2002 puis le secrétaire général de la Chambre de commerce, d'agriculture, d’industrie et d'artisanat du Niger (CCAIN) de juillet 2002 à septembre 2011. 
Il est ensuite ministre chargé des relations avec les institutions de septembre 2011 au 13 septembre 2013 puis ministre de la fonction publique et de la réforme administrative.
Après ses fonctions ministérielles, il est nommé commissaire de la CEDEAO chargé du commerce et de la libre circulation.
Il est en 2022 directeur de cabinet du Premier ministre